# ФК Каршолтън Атлетик
ФК Каршолтън Атлетик (на английски: Carshalton Athletic F.C.) е футболен отбор от английската Истмиън лига. Той е създаден през 1905 г. в едноименния град Каршолтън.
Президент на клуба е Джон Карпентиър. Старши треньор на отбора е Хейдън Бърд, а помощник-треньор е Джеф Еванс. През сезон 1988/89 отбора на Каршалтън успява да победи на финала отбора на Уокинг с 4:2 на финала за купата на Съри. Това е бил първият голям триумф на „червеношийките“ в областта, като по този начин те успяха да прекратят господството на Сътън през последните 5 години. През сезон 1990/91 се смята за един от най-дългите сезони на Каршолтън, тъй като отбора изиграва общо 71 мача, като по този начин Каршолтън достига до финала за купата на Съри. Там той губи на финала от отбора на Уокинг с 2:1, който между другото се смята за кръвен враг на Каршолтън. Финала за купата на тъй нареченото „Лондонско предизвикателство“ е загубен, но година по-късно Каршолтън ще успеят да вдигнат и тази купа. През сезон 1997/98 Каршолтън започва с добро начало, но по-късно те загубиха на първия рунд на челиндж къп, и според феновете на отбора „чашата е преляла“, като по този начин собственика на отбора клуба е сменен и на негово място е назначен Дейвис. За нов треньор е назначен Д. Иън.
От българските футболисти в Каршолтън е играл Бончо Генчев.

## Клубни успехи
Челиндж къп:
- втори рунд 1982/83
- първи рунд 1969/70, 1987/88, 1993/94, 1997/98

ФА Аматьорска купа:
- четвъртфинал 1954/55, 1959/60

Лондон Челиндж къп:
- титла 1990/91

Графство Съри Сеньор къп:
- титла 1988/89, 1989/90, 1991/92
- финал 1957/58, 1992/93, 1994/95, 1996/97, 1998/99

Съединителна Лига:
- финал 1990/91

Графство Съри Сеньор Шийлд:
- титла 1976/77
- финал 1954/55, 1956/57

Съединителна Първа лига:
- титла 2002/03

Съединителна Втора лига:
- второ място 1976/77

Коринтска лига:
- титла 1952/53, 1953/54

Коринтска лига Мемориал Шийлд:
- финал 1953/54

Южна купа:
- титла 1959/60
- финал 1958/59

## Български футболисти
- Бончо Генчев: 2001/02 - (11 мача - 1 гол)